# Parafia Najświętszej Maryi Panny Różańcowej i św. Dominika w Rakowie
Parafia Najświętszej Maryi Panny Różańcowej i św. Dominika w Rakowie – rzymskokatolicka parafia znajdująca się w archidiecezji mińsko-mohylewskiej, w dekanacie wołożyńskim, na Białorusi.

## Historia
Parafia została erygowana w 1676, kiedy książę Hieronim Sanguszko wybudował pierwszy kościół. Od 1686 istniał tu klasztor dominikański, ufundowany przez Konstancję Teodorę Sanguszko z Sapiehów. W 1712 r. cały zespół klasztorny spłonął. Został odbudowany staraniem ojca Wołodkowicza. W 1812 r., w czasie wojny rosyjsko-francuskiej, kościół został spalony, odbudowany w 1824 r. W ramach carskich represji po powstaniu listopadowym, w 1835 r. klasztor dominikanów skasowano, a kościół został świątynią parafialną. Pod koniec XIX w. parafia należała do dekanatu mińskiego archidiecezji mohylewskiej. Liczyła około 8400 wiernych, 6 kaplic: w Borzdyniu, Kijowcu, Rakowie, Tupalszczyźnie, Wołmie i Zaniewszczyźnie.
Obecny kościół Najświętszej Maryi Panny powstał w latach 1904-1906 dzięki staraniom ks. Eustachego Karpowicza. Zastąpił on drewniany kościół podominikański Matki Bożej Różańcowej z 1824, zburzony w 1904 roku w momencie budowy nowej świątyni. Wielki wkład w budowę świątyni wnieśli książę Hieronim Drucki-Lubecki, ziemianie Bułakowie, Zdziechowscy, Chełchowscy i wszyscy parafianie.  
W dniach od 14 do 24 maja 1905 roku parafię odwiedził arcybiskup mohylewski ks. Jerzy Szembek. W ciągu 10 dni udzielił Sakramentu Bierzmowania ponad 7000 wiernych, spowiadał, komunikował oraz odwiedził kilka prywatnych kaplic. W okresie posługi ks. Eustachego Karpowicza wybudowano nowy kościół i plebanię. Proboszcz Karpowicz bronił zachowania liturgii w języku polskim. Jego grób znajduje się na rakowskim cmentarzu katolickim. 
W 1911 roku pożar zniszczył drewnianą plebanię.  
Przed II wojną światową parafia należała do dekanatu Mołodeczno archidiecezji wileńskiej.
Po wojnie kościół został zamknięty przez władze sowieckie i przeznaczony na cele świeckie. Po rozpadzie ZSRR świątynia została zwrócona wiernym i parafia odrodziła się. Obecnie parafia liczy około 1500 wiernych.
W 2015 roku obchodzono 100-lecie śmierci proboszcza ks. Eustachego Karpowicza. Mszę Świętą odprawił arcybiskup mińsko-mohylewski ks. Tadeusz Kondrusiewicz. 
Na cmentarzu katolickim znajduje się kaplica św. Anny, gdzie odbywały się nabożeństwa gdy kościół był zamknięty.

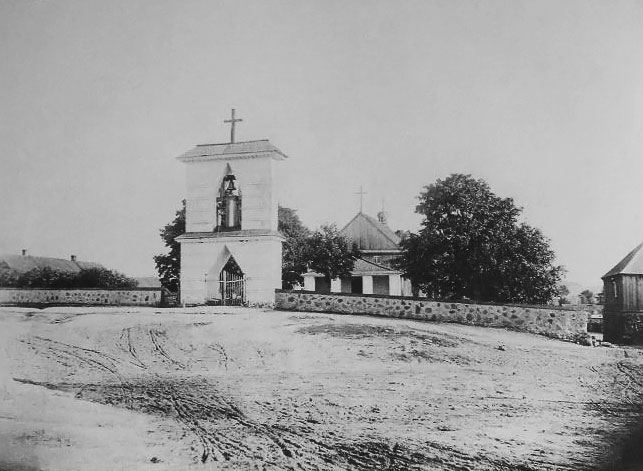
Dawny kościół około 1903 roku

## Proboszczowie parafii
| imię i nazwisko        | daty urzędowania |
| ---------------------- | ---------------- |
| ks. Wiktor Malewicz    |                  |
| ks. Eustachy Karpowicz | 1883 – 1915      |
| ks. Jan Tokarski SDB   |                  |
| ks. Dymitr Baryło      | – 2023           |
| ks. Dymitr Czupryn     | 2023 – obecnie   |